# Trichodiadema densum
Trichodiadema densum är en isörtsväxtart som först beskrevs av Adrian Hardy Haworth, och fick sitt nu gällande namn av Schwant. Trichodiadema densum ingår i släktet Trichodiadema och familjen isörtsväxter. Inga underarter finns listade i Catalogue of Life.

## Bildgalleri

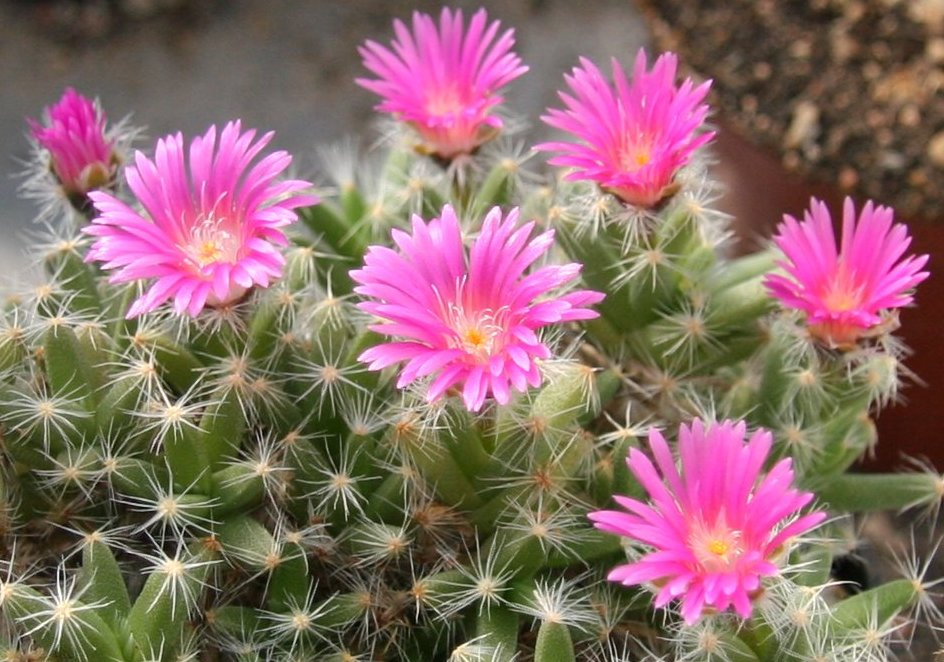
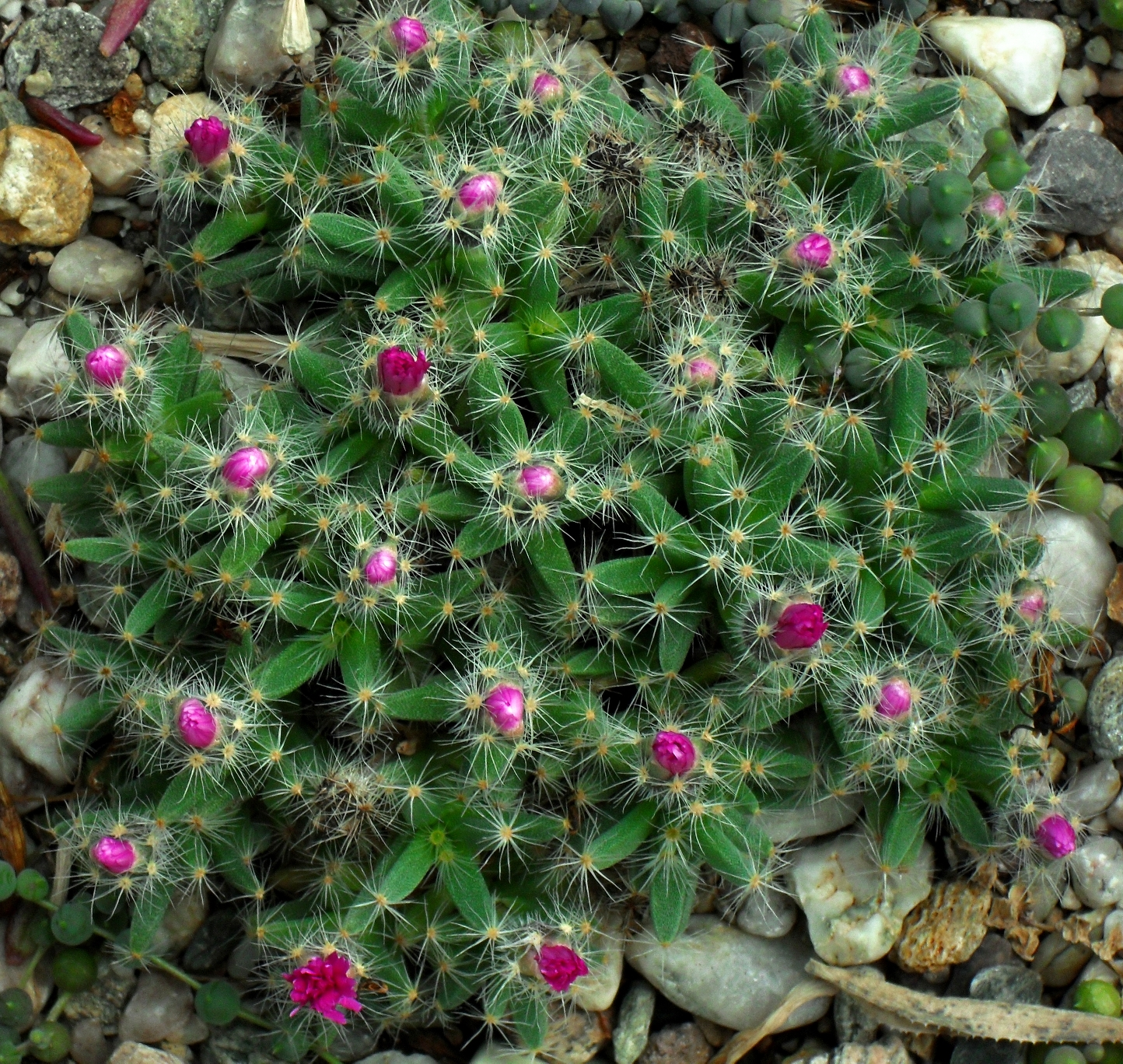
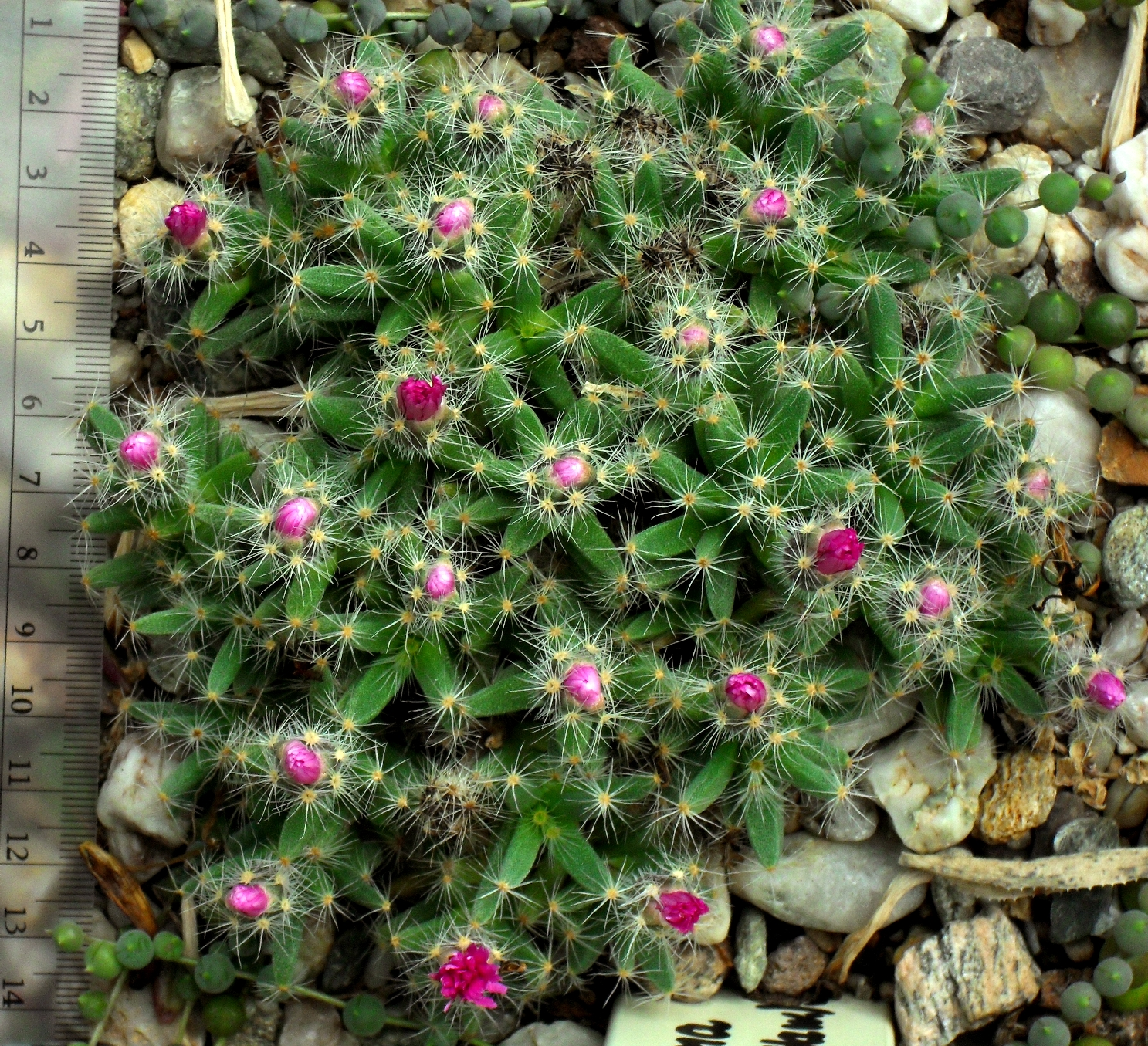
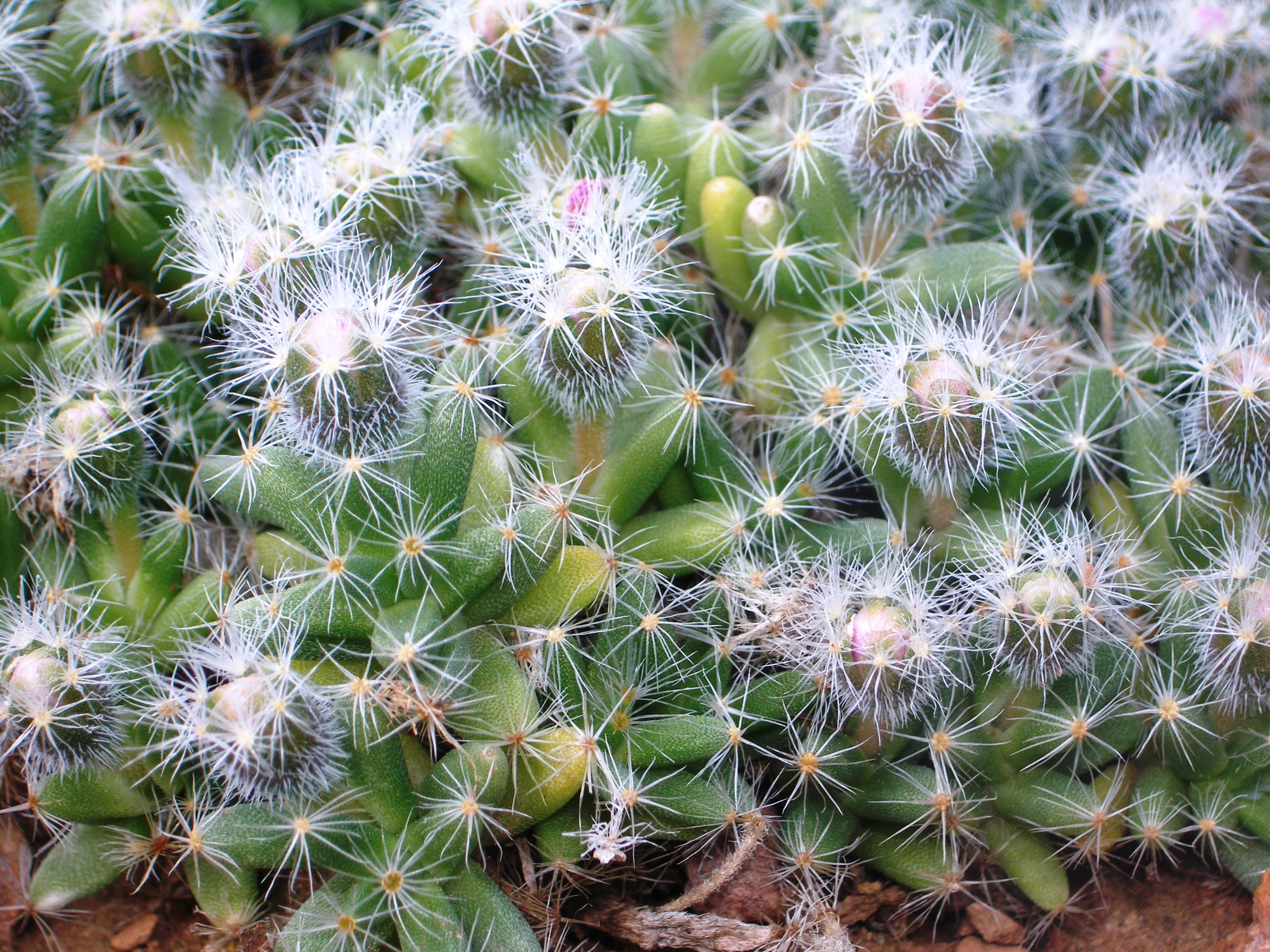
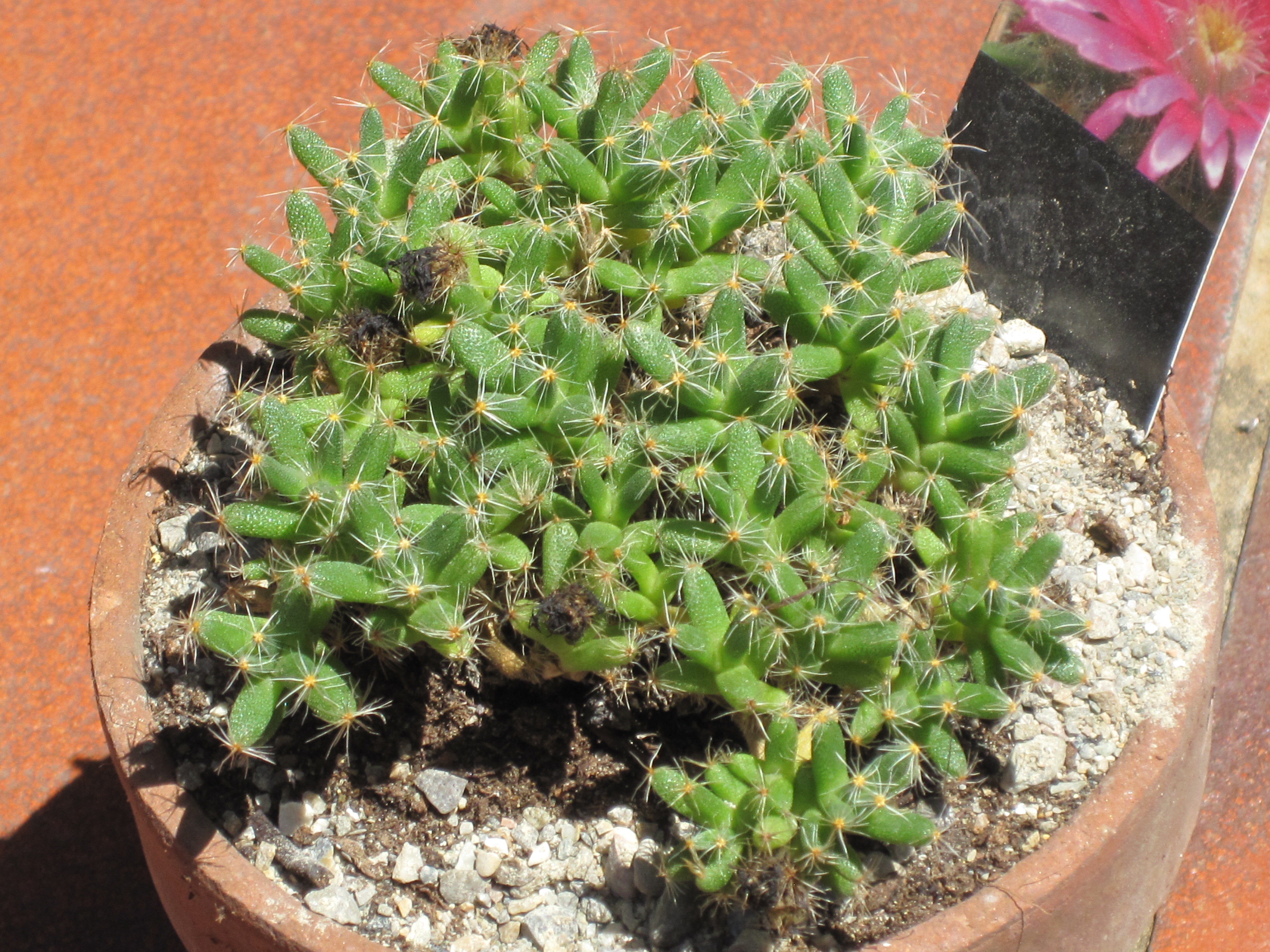